# Claire Ferchaud

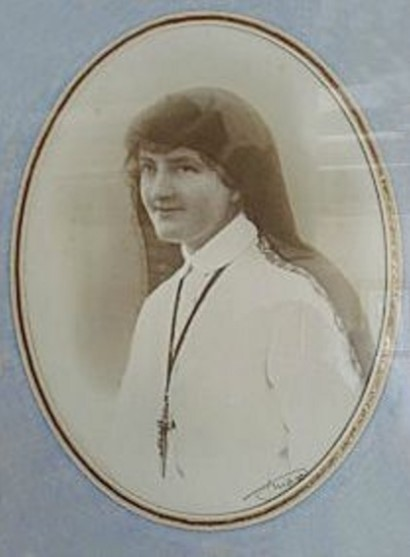
Claire Ferchaud.

Claire Ferchaud (5 de mayo de 1896 - 29 de enero de 1972), con el nombre religioso de hermana Claire de Jesús Crucificado, fue una mística devota del Sagrado Corazón de Jesús. Vivió en el convento de Rinfilières en Loublande, Deux-Sèvres, Francia.

## Infancia
Claire Ferchaud nació a pocos kilómetros de Saint-Laurent-sur-Sèvre, en el pequeño pueblo de Loublande, en la Vendée. Asistió a la Escuela Sacré-Coeur y desde temprana edad, afirmó estar sujeta a apariciones. Cristo y la Virgen María vendrían a su encuentro y le enviarían mensajes.
A finales de 1916, durante la Primera Guerra Mundial, habría tenido la visión de Jesús mostrándole su corazón "lacerado por los pecados de la humanidad" y atravesado por otra plaga profunda: el ateísmo. Ella le confió esto al sacerdote de Loublande, Audebert.

## Encuentro con el presidente de Francia
Ella consideró que Cristo le había encomendado una misión: contactar con el presidente Raymond Poincaré, pedirle que se convierta para "ir por el camino correcto que es la civilización cristiana […] para dar un buen ejemplo luchando contra los francmasones”, para tener la imagen del Sagrado Corazón en la bandera nacional y para que el ejército francés autorizase el uso de este emblema en los uniformes de los soldados. Esto provocaría la victoria sobre el enemigo.
Ella escribió al presidente de Francia el 16 de enero de 1917.
Se desplazó a París. El cardenal Léon-Adolphe Amette le permitió pasar toda una noche del 15 de marzo rezando en la Basílica del Sagrado Corazón. Pensó que se trataba de una mujer sincera, pero no sabía si su misticismo era real o solo una sugestión.
Gracias a Armand Charles de Baudry d'Asson (padre de Armand Quentin de Baudry d'Asson), diputado monárquico de la Vendée, fue recibida el 21 de marzo en el Elíseo donde dio su mensaje: "El Sagrado Corazón quiere que Francia oficial reconozca a Dios como su maestro", "Francia debe demostrar que la religión ya no es perseguida allí al aceptar pintar el Sagrado Corazón en su bandera".
El presidente le explicó que no puede, simplemente, "deshacer las leyes" y que no se puede modificar nada en la bandera nacional. Parece prometer hacer la pregunta en la Cámara de Diputados, pero no hace nada al respecto. 

## Petición a los generales
Claire Ferchaud envió una carta el 7 de mayo a los generales franceses, que tampoco tuvo ningún efecto.

## Retiro después de la guerra
La Primera Guerra Mundial terminó en 1918. De vuelta en su Mauges natal, Claire Ferchaud organizó la vida de una comunidad de "vírgenes reparadoras" que inicialmente recibió el apoyo de las autoridades religiosas. El 12 de marzo de 1920, un decreto del Santo Oficio rechazó las palabras de Claire Ferchaud, diciendo que los "hechos de Loublande" "no pueden ser aprobados". El cardenal Amette lamentó "no haber podido descubrir una inspiración sobrenatural" en las declaraciones de Claire Ferchaud.
Tomó el nombre religioso de sor Claire de Jesús Crucificado.